# L'obbedienza non è più una virtù
L'obbedienza non è più una virtù è un libro che raccoglie i testi fondamentali documentanti la polemica culturale e la vicenda processuale che videro coinvolto nel 1965 l'educatore e sacerdote italiano Lorenzo Milani a proposito della questione dell'obiezione di coscienza al servizio militare di leva in Italia.

Si tratta principalmente di tre testi: il comunicato stampa pubblicato sul quotidiano fiorentino La Nazione del 12 febbraio 1965 contenente l'ordine del giorno votato il giorno precedente da una delegazione dei cappellani militari in congedo della Toscana; la cosiddetta lettera ai cappellani militari, scritta da don Milani e dai ragazzi della scuola di Barbiana in risposta appunto "ai Cappellani Militari Toscani che hanno sottoscritto il comunicato dell' 11 febbraio 1965"; la cosiddetta lettera ai giudici, ovvero il memoriale difensivo scritto da don Milani in occasione della prima udienza (quella del 30 ottobre 1965) del processo penale che lo vedeva incriminato a seguito di una denuncia sporta contro di lui da alcuni ex combattenti per quanto scritto nella lettera ai cappellani militari.

I testi in questione sono stati pubblicati nel corso degli anni con titolazioni molto diverse da varie case editrici, ma il titolo L'obbedienza non è più una virtù, dato al libro per la prima volta nella edizione della Libreria Editrice Fiorentina prendendo spunto da un passaggio della lettera ai giudici ("avere il coraggio di dire ai giovani che essi sono tutti sovrani, per cui l'obbedienza non è ormai più una virtù, ma la più subdola delle tentazioni"), è quello che maggiormente si è imposto nell'uso comune.

## Il quadro storico: il dibattito sull'obiezione di coscienza in Italia negli anni Sessanta
La vicenda documentata dai testi che don Milani scrisse, insieme ai ragazzi della sua scuola di Barbiana, a difesa degli obiettori di coscienza si inserisce come capitolo significativo nella storia della obiezione di coscienza in Italia. Agli inizi degli anni sessanta, le principali posizioni su questa questione erano le seguenti. I partiti della sinistra, in forza della loro tradizione antimilitarista, avrebbero dovuto essere tutti favorevoli all'obiezione di coscienza, ma questo non valeva per il maggiore di essi, il Partito Comunista Italiano. Esso, infatti, in quanto partito marxista teoricamente rivoluzionario era ideologicamente molto distante dal pacifismo nonviolento: il suo scopo rivoluzionario era pur sempre l'abbattimento del potere borghese e poi la difesa del nuovo ordine comunista e tale obiettivo "era configurato come un atto di forza (l'insurrezione o la guerra civile) attraverso cui il proletariato armato conquistava il potere politico". Inoltre, dal punto di vista pratico, i comunisti italiani erano favorevoli alla coscrizione obbligatoria e all'esercito di massa in quanto vedevano nei giovani soldati di leva, considerati figli del popolo e "proletariato in divisa", quegli anticorpi democratici ed anti-imperialisti senza i quali l'esercito - ridotto ai soli militari professionisti - sarebbe diventato "un'istituzione ulteriormente separata dalla società e fuori controllo democratico". C'era poi la minoranza dei pacifisti, con in prima fila il Movimento nonviolento di Aldo Capitini e il suo periodico Azione nonviolenta, che si schierava apertamente a favore dell'obiezione di coscienza al servizio militare. La Chiesa cattolica, infine, così come anche tutte le forze politiche moderate e centriste, era divisa al suo interno: alcuni progressisti, sostenitori dell'obiezione di coscienza e dell'antimilitarismo, e una parte di conservatori, ostili agli obiettori e più vicini, da questo punto di vista, alle destre conservatrici e reazionarie.
Il dibattito interno al mondo cattolico trovò nella Firenze degli anni sessanta una cornice particolarmente rappresentativa, che va tenuta presente come sfondo su cui si stagliò l'iniziativa di don Milani. In effetti "l'ampiezza e la pluralità degli interventi sui temi della guerra nucleare, la rimessa in discussione della tesi teologica della guerra giusta, la difesa della obiezione di coscienza e, infine, anche una proposta di una soluzione legislativa in questo senso, [ebbero] proprio a Firenze, che La Pira considerava città laboratorio, il proprio luogo naturale". Due furono gli episodi più significativi a questo riguardo ed entrambi coinvolsero, direttamente o indirettamente, proprio il sindaco del capoluogo toscano, Giorgio La Pira.

Il sindaco di Firenze Giorgio La Pira

Riguardo al primo episodio, tutto ebbe inizio con il film Non uccidere (Tu ne tueras point), realizzato dal regista francese Claude Autant-Lara. La pellicola raccontava la storia e la condanna al carcere di un giovane cattolico francese per la sua obiezione di coscienza. Il film fu proiettato per la prima volta nel 1961 al Festival di Venezia e ottenne giudizi positivi da parte dei critici che avevano assistito alla proiezione. Nonostante ciò, la pellicola fu esclusa dal circuito delle sale cinematografiche dalla commissione ministeriale di censura, la quale sostenne che “esaltando la figura dell’obiettore di coscienza, [il film] configurava il reato di istigazione a delinquere".
Per criticare la decisione della commissione ministeriale e difendere la posizione di chi credeva che l'espressione delle proprie opinioni in materia di obiezione di coscienza dovesse essere libera, "il sindaco di Firenze Giorgio La Pira scelse la strada della disobbedienza civile e decise di far proiettare il film, sia pure con le opportune cautele". Il film infatti fu proiettato il 18 novembre 1961 non in un cinema aperto al pubblico ma in un luogo privato, nel salone della Mostra dell’artigianato di Firenze. L’accesso alla proiezione fu riservato ai soli invitati, che erano tra i maggiori esponenti del mondo politico, culturale e militare italiano. Prima dell’evento, La Pira avvertì di questa iniziativa anche il questore e il prefetto. Contestualmente, convocò a Palazzo Vecchio i direttori dei 15 giornali nazionali che avevano preso posizione contro la censura e consegnò loro un premio simbolico per il loro contributo "a difesa della libertà di manifestazione artistica". Il sindaco spiegò che il suo gesto aveva come scopo quello di richiamare l’attenzione di governanti e operatori dell'informazione sulla necessità di adeguare le legislazioni degli Stati al pieno rispetto del valore della coscienza. Le reazioni a questo gesto furono varie: il ministro della difesa Giulio Andreotti mandò un telegramma esprimendo a La Pira l'"amarezza" e lo "stupore" che il suo gesto gli aveva procurato e L'Osservatore Romano contestò con diversi articoli il gesto del sindaco di Firenze, richiamando in causa il messaggio anticlericale trasmesso dal film, come già sottolineato da La Civiltà Cattolica. In seguito a queste contestazioni si arrivò perfino a un'azione giudiziaria che si concluse nel 1964 con il proscioglimento del sindaco di Firenze.
Il secondo episodio che mostra la centralità di Firenze nel dibattito sull'obiezione di coscienza all'interno del mondo cattolico italiano fu quello del quale si rese protagonista padre Ernesto Balducci. Tutto ebbe inizio con il gesto dimostrativo di Giovanni Gozzini del 13 novembre 1962: egli, presentatosi al CAR di Pistoia per il servizio di leva, rifiutò di vestire la divisa militare. Fu il primo obiettore di coscienza italiano che dichiarò di opporsi al servizio militare a causa di motivi religiosi e morali legati alla sua fede cattolica. In seguito a questa sua obiezione, fu denunciato e costretto ad affrontare un procedimento penale. La prima udienza del processo venne fissata al 20 dicembre 1962. In quell'occasione il processo fu rinviato all'11 gennaio 1963, quando Gozzini "fu condannato a sei mesi di reclusione". Il giorno stesso don Luigi Stefani, un sacerdote dell’Azione Cattolica fiorentina noto a Firenze per le sue posizioni anticomuniste e tradizionaliste, inviò alla stampa una lettera, successivamente pubblicata nell'edizione del 13 gennaio del Giornale del Mattino di Firenze, nella quale esprimeva il proprio dissenso nei confronti dell’atto di Gozzini, affermando che la dottrina della Chiesa non poteva essere invocata a giustificazione dell'obiezione di coscienza e che i giovani cristiani non dovevano prendere ispirazione da questo gesto. Nello stesso numero del quotidiano, venne pubblicata però anche un'intervista a padre Ernesto Balducci, nella quale il religioso scolopio esprimeva il suo appoggio all’obiezione di coscienza, sostenendo che il cristianesimo insegna a mettere la coscienza al di sopra di ogni altro valore storico. Queste dichiarazioni del sacerdote suscitarono scalpore e gli attirarono una denuncia portandolo a processo insieme a Leonardo Pinzauti, allora direttore responsabile del Giornale del Mattino. Assolti in primo grado, furono però in seguito condannati dalla Corte d’Appello (con sentenza confermata in Cassazione nel giugno del 1964), con l’accusa di aver superato il limite imposto dalla Costituzione alla libera espressione del proprio pensiero, spingendo i lettori dell'intervista del 13 gennaio 1963 ad una condotta, la diserzione, vietata dalla legge. La condanna fu di 8 mesi di reclusione per Balducci e di 6 mesi per Pinzauti.
 Ci fu poi un'appendice a questa vicenda, che coinvolse ancora una volta il sindaco Giorgio La Pira. Non appena infatti la notizia della sentenza nei confronti di Balducci venne diffusa, egli citò la frase, tratta dal Nuovo Testamento, che recita: "uscivano felici dai tribunali perché furono stimati degni di patire per il nome di Cristo". Il giorno seguente fu denunciato da alcuni cittadini che sostenevano che lui, con quelle parole, aveva voluto appoggiare "il diritto e quasi il dovere dei condannati di essere fieri e lieti per una sentenza di condanna inferta dalla magistratura dello Stato". La denuncia fu presa in carico dal sostituto procuratore di Firenze Tommaso Masini, ma terminò presto il suo corso poiché venne negata l'autorizzazione a procedere.
Don Milani non fu affatto estraneo a tutte queste vicende e a questo dibattito sulla nonviolenza e l'obiezione di coscienza che animò la Firenze dei primi anni Sessanta. In particolare, negli ultimi mesi del 1962, ci sono due episodi che mostrano la vicinanza del priore di Barbiana alle posizioni dei pacifisti e la sua adesione alla ideologia della nonviolenza. Il primo risale al 17 novembre 1962: nella sala del Consiglio Comunale di Calenzano, gli ex studenti della scuola popolare che don Milani aveva lì istituito quando era cappellano nella parrocchia di San Donato organizzarono una conferenza di Jean Goss, membro di spicco del Movimento Internazionale di Riconciliazione, una delle più importanti organizzazioni pacifiste a livello internazionale. Don Milani fu presente prestandosi, in virtù della sua conoscenza della lingua francese, "a fare da interprete del conferenziere". In quella occasione ci fu anche un momento di polemica fra don Milani, il quale aveva affermato che la Chiesa cattolica era in ritardo rispetto alle altre chiese sul riconoscimento dell'obiezione di coscienza, e don Luigi Stefani, "che era presente all'incontro" e che, sentendo questa affermazione di don Milani, lo aveva criticato per la di lui - a suo dire - mancanza di rispetto e di deferenza verso la Chiesa di cui pur faceva parte. Il secondo episodio è di poco successivo, del dicembre 1962. "I non-violenti fiorentini e non fiorentini" avevano organizzato una manifestazione di sostegno a Giuseppe Gozzini in occasione del suo processo al Tribunale militare di Firenze che, come si è visto, era previsto per il 20 dicembre. Se fosse stato condannato, i manifestanti avrebbero digiunato "in piazza duomo per tutto il giorno di Natale". Don Milani si dichiarò "favorevolissimo alla manifestazione" e programmò di andarci coi suoi ragazzi di Barbiana e coi suoi ex ragazzi di San Donato. Il processo fu poi rinviato al gennaio successivo (ci fu la condanna di Gozzini e la dichiarazione di don Stefani che suscitò a sua volta la reazione, come si è visto, di padre Balducci) e la manifestazione non ci fu, ma resta significativa la presa di posizione di don Milani.
In questo quadro acquista rilievo il comunicato, altrimenti di per sé poco significativo, pubblicato il 12 febbraio 1965 dal quotidiano fiorentino La Nazione. Esso, testualmente, recita: 
Si trattava di un comunicato scritto da un gruppetto di sacerdoti fiorentini, una ventina (sul totale dei circa 120 cappellani militari in congedo della diocesi di Firenze), che in questo modo intendevano prendere posizione nel dibattito in corso, come si è visto, sul tema dell'obiezione di coscienza.

## Lalettera ai cappellani militari
Il ritaglio di giornale con il testo del comunicato dei cappellani militari dell'11 febbraio fu portato a Barbiana domenica 14 febbraio 1965 dal professor Agostino Ammannati, amico e collaboratore di don Milani. La scuola di Barbiana era abbonata al quotidiano Il Giorno e quindi l'articoletto de La Nazione di due giorni prima non era ancora noto a don Milani. Come sempre faceva, don Milani lo lesse davanti ai ragazzi della sua scuola. L'episodio è raccontato e inquadrato nel suo significato dallo stesso don Milani nella lettera ai giudici: "Eravamo come sempre insieme quando un amico ci portò il ritaglio di un giornale. Si presentava come un "Comunicato dei cappellani militari in congedo della regione toscana". [...] Il testo è [...] gratuitamente provocatorio. Basti pensare alla parola espressione di viltà. [...] Ora io sedevo davanti ai miei ragazzi nella mia duplice veste di maestro e di sacerdote e loro mi guardavano sdegnati e appassionati. Un sacerdote che ingiuria un carcerato ha sempre torto. Tanto più se ingiuria chi è in carcere per un ideale. Non avevo bisogno di far notare queste cose ai miei ragazzi. Le avevano già intuite. E avevano anche intuito che ero ormai impegnato a dar loro una lezione di vita".
In risposta a tale provocazione Don Milani si impegnò nella stesura di una lettera aperta. Il 22 febbraio essa era terminata e don Milani ne fece stampare da un suo ex allievo di Calenzano, Alessandro Poli, mille copie. Un numero così alto si giustifica col fatto che don Milani ne inviò una a ogni sacerdote della diocesi fiorentina (erano più di 500), molte le fece avere ad amici e conoscenti e altre ancora ne inviò ai principali giornali e riviste culturali laici, cattolici e di sinistra.
La lettera ai cappellani è un testo non molto lungo (circa 15.000 battute) e strutturato in tre parti fondamentali ognuna delle quali approfondisce temi di fondo differenti ma legati fra loro: quello della patria, quello della guerra e quello della funzione dei cappellani militari.
Nella prima parte della lettera, don Milani definì il concetto di "patria" non, come comunemente si fa (in ottica nazionalistica), rifacendosi alla distinzione fra chi appartiene alla propria nazione e chi invece è straniero, ma facendo riferimento ai "valori della sovranità popolare, della libertà e della giustizia". In tal senso è paradigmatico quanto don Milani scrisse polemicamente proprio quasi in apertura della lettera: "Se voi [...] avete diritto di dividere il mondo in italiani e stranieri allora vi dirò che, nel vostro senso, io non ho Patria e reclamo il diritto di dividere il mondo in diseredati e oppressi da un lato, privilegiati e oppressori dall'altro. Gli uni son la mia Patria, gli altri i miei stranieri".
Il secondo tema affrontato è quello della guerra. Se l'ideologia nazionalistica porta con sé l'idea che per la patria è onorevole combattere e uccidere, secondo don Milani invece per difendere la patria le uniche armi compatibili con la democrazia sono quelle pacifiche dello sciopero e del voto. L'argomentazione di don Milani non si appoggiò all'autorità religiosa del messaggio evangelico, ma alle autorevoli parole dell'articolo 11 della Costituzione Italiana: "L'Italia ripudia la guerra come strumento di offesa alla libertà degli altri popoli". Tenendo come discrimine il dettato costituzionale, don Milani nella lettera riesaminò la storia d'Italia: tutte le guerre combattute dall'epoca risorgimentale fino alla Seconda guerra mondiale si rivelano ingiuste, ossia tutte guerre di aggressione tramite cui l'Italia ha "offeso la libertà di altri popoli". Unica eccezione: la guerra partigiana, guerra di difesa della propria libertà conculcata.
Infine, don Milani parlò delle funzioni dei cappellani militari. Siccome l'Italia aveva combattuto per lo più "guerre ingiuste, essi avrebbero dovuto educare i soldati all'obiezione anziché all'obbedienza militare", aiutandoli a capire criticamente in quali occasioni sarebbe stato utile attenersi ai comandi stabiliti dai superiori e in quali invece più giusto opporsi, riconoscendo la propaganda d'odio di cui erano oggetto e dichiarandosi indisponibili, in nome della loro coscienza, a commettere atti aggressivi e inumani contro "i sacri ideali di Giustizia, Libertà, Verità". Insomma: da dei sacerdoti, affermò don Milani, ci si aspetterebbe che educassero le giovani generazioni a distinguere il bene dal male (ossia che educassero la loro coscienza) e non che chiamassero vili dei giovani idealisti che, in nome proprio del loro rifiuto del male, hanno agito solo per poter servire la patria in maniera pacifica.

## Le conseguenze dellalettera ai cappellani: tra febbraio e ottobre 1965
Fino ai primissimi giorni di marzo i vari organi di stampa non diedero molto risalto allo scritto di don Milani. Estratti della lettera furono pubblicati solo nei numeri di febbraio delle riviste Questitalia di Wladimiro Dorigo e Azione nonviolenta di Aldo Capitini e in due articoli del 3 e 4 marzo, rispettivamente de l'Unità e dell'Avanti!. La pubblicazione integrale del testo milaniano arrivò solo il 6 marzo, nel settimanale Rinascita, periodico politico-culturale del Partito Comunista Italiano, di cui era vicedirettore responsabile l'amico d'infanzia di don Milani Luca Pavolini.

A questo punto la lettera ai cappellani militari divenne davvero di dominio pubblico e incominciò a produrre nell'opinione pubblica italiana (ma anche internazionale) numerose reazioni di vario tipo. Da un lato ci furono privati cittadini che spontaneamente scrissero direttamente a don Milani delle missive per esprimergli il loro giudizio (favorevole o sfavorevole) sulla sua lettera aperta; ci furono poi le prese di posizione pubbliche, che apparvero su molti giornali e riviste; altra reazione fu quella ecclesiastica, con i pronunciamenti e informali e ufficiali del cardinale di Firenze Ermenegildo Florit; infine, è da tener presente la denuncia penale che fu presentata contro don Milani presso la Procura della Repubblica di Firenze, denuncia che provocò in don Milani la decisione di scrivere, come suo memoriale di autodifesa, quella che diventerà la lettera ai giudici.
Per capire bene il tenore di molte di queste reazioni, specialmente di quelle negative, è utile tener presente il fatto, di cui don Milani si lamentò a più riprese, che la pubblicazione del testo integrale della lettera su Rinascita, cioè su un periodico comunista, indusse molti lettori a farsi un'idea preconcetta di don Milani, quella del "prete rosso". In effetti, la lettera "cadeva in un'Italia molto ideologizzata. [...] Il Concilio segnava divisioni nel mondo cattolico e la politica italiana era dilaniata da feroci contrasti sul centrosinistra appena nato. Bastava poco per accendere il fuoco della polemica faziosa, del pregiudizio e dell'intolleranza. Don Milani dovette fare i conti con questo clima".

### Le lettere private a don Milani

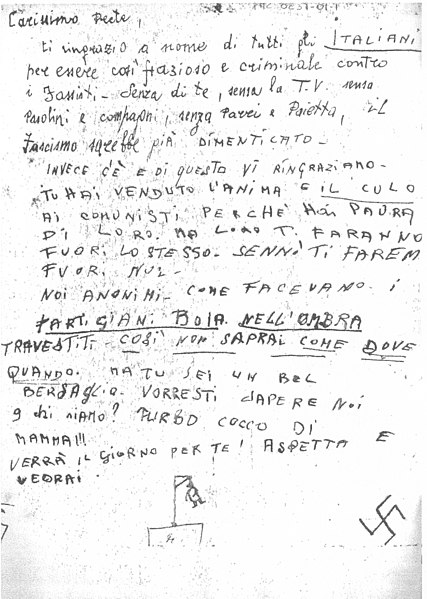
Missiva minatoria spedita a don Milani in risposta alla sua Lettera ai cappellani militari

Si può sapere qualcosa delle risposte che giunsero privatamente a don Milani da alcuni passaggi del suo epistolario. Nella lettera a Aldo Capitini del 3 marzo 1965 si legge: "Le risposte dei preti fiorentini (l'ho mandata a tutti 550) per ora sono piuttosto favorevoli. I cappellani non si son fatti vivi". Nella lettera alla mamma del 15 marzo 1965 si nota che, dopo la pubblicazione su Rinascita, l'eco della lettera si era allargata oltre i confini della diocesi di Firenze: "Si fa poca scuola da quante visite vengono. Lettere da tutte le parti d'Italia. Quasi tutti favorevoli". Nei quindici giorni successivi la situazione evolse e don Milani registrò un progressivo cambiamento nel tono delle lettere di risposta che gli giungevano. Nella lettera a Rino Rosi del 22 marzo 1965 notò: "Ricevo da ogni parte d'Italia lettere di ex combattenti piene di amicizia e di solidarietà. Altre piene di rancore". Il giorno dopo, scrivendo a Elena Pirelli Brambilla, affermò: "Ricevo ogni giorno una ventina di lettere. Metà sono animose e velenose. In alcune di queste c'è scritto «e per conoscenza al Card. Florit». L'altra metà è firmata e piena di solidarietà. Molte son di cattolici e di preti". Il 30 marzo 1965, infine, scrivendo alla mamma, specificò che molte delle lettere che arrivavano contenevano reazioni violente e minacciose: "verrei volentieri a vederti a Firenze, ma in questi giorni è proprio spiacevole andar via per le tante visite e anche per le minacce anonime che seguitano a venire".
Un esempio notevole di queste lettere astiosamente ostili a don Milani è quella di un ex combattente il quale scrisse a don Milani il 12 aprile:
PER TUTTO IL MALE CHE FAI AGLI EX COMBATTENTI TI SPUTO IN BOCCA MAIALE D'UN prete

Firmato un ex combattente D'Africa Ivalido [sic]»

Un esempio, invece, di documento di solidarietà e di appoggio a don Milani fu il comunicato che gli giunse dagli operai della Commissione interna di fabbrica delle "Officine Nuovo Pignone" di Firenze il 9 aprile 1965: 

### Le prese di posizione pubbliche su giornali e riviste
La presa di posizione pubblica di don Milani contro i cappellani militari pose il priore di Barbiana sotto i riflettori della carta stampata italiana. A partire dal marzo del 1965 furono numerosi gli articoli in cui venne commentata, in toni ora positivi ora negativi, la lettera ai cappellani militari e discussa l'originale posizione ecclesiale, politica e culturale di don Milani.
Degli articoli che parlarono negativamente della personalità e dello scritto milaniani sono da ricordare soprattutto tre: quello pubblicato dal settimanale di destra Lo Specchio il 21 marzo 1965, quello pubblicato dalla rivista L'Espresso il 1º aprile 1965 e quello pubblicato, il 3 aprile, sul quotidiano fiorentino La Nazione.
L'articolo-intervista de Lo Specchio, costruito "in base a un colloquio avvenuto senza registratore" e ricostruito poi a memoria, è un duro attacco a don Milani, al quale vengono attribuite frasi come: "Siete fascisti. Siete pagati dai nostri oppressori", "Siete proprio dalla parte degli oppressori, dei padroni che affamano il popolo e rovinano il Paese", "Non si può aver carità per i fascisti. O sono bischeri o sono in malafede", "I comunisti sono persone perbene. Stanno dalla parte dei lavoratori". Sulla reale attendibilità di questa intervista "si è molto discusso". Don Milani lo definì "tutta una truffa", giudicandolo talmente "appariscentemente falso" da non poter essere preso sul serio da nessuno che conoscesse sul serio la sua persona. Probabilmente il giudizio di Neera Fallaci è ancora il più equilibrato: "l'intera ricostruzione del dialogo era affidata alla memoria: quindi inevitabilmente viziata dall'animosità e soprattutto, com'è ovvio, dalla tesi preconcetta che era stata lo scopo politico del servizio [giornalistico] a Barbiana («prete rosso», «comunista in abito talare», e simili). Il «falso» di cui appunto si rammaricava don Milani, consisteva nell'avergli messo in bocca qua e là, maliziosamente o inconsciamente, in mezzo a un resoconto in linea generale abbastanza fedele, espressioni tipiche da agit-prop comunista".
Nell'articolo de L'Espresso don Milani fu raffigurato come un prete comunista (sia pure "a modo suo, e cioè senza tessera e con la fede religiosa") e come un uomo dogmatico e assolutista, imbevuto d’astio e di odio di classe, plagiatore dei suoi giovani studenti.
Nell'articolo di Magi su La Nazione, infine, il giornalista descrisse don Milani come "un uomo che si dichiara «non violento» e [...] poi scrive e dice cose di una violenza inaudita"; un uomo che "pone una tale carica di fanatica convinzione in quel che dice da farmi intuire che il fanatismo si è mangiato l'amore per il suo prossimo, qualunque idea questo prossimo posso avere"; un uomo, infine, "che divide il mondo in due fette: la fetta che la pensa come lui e quella avversa. La prima è quella buona, la seconda lo scarto". Insomma: "un tribuno", non un sacerdote con cui si possa avviare un dialogo o confidarsi. Non mancò una frecciata sarcastica nemmeno alla sua scuola: "certe peripatetiche lezioni di costume politico e di storia riveduta e corretta che egli chiama, con qualche approssimazione, scuola".
 Come si è detto, non mancarono però articoli che invece parlarono positivamente della lettera ai cappellani militari e della figura di Don Milani. Due esempi fra i molti possibili.
 Il 23 marzo 1965 l'Unità pubblicò un articolo ("Cattolici e socialisti solidali con Don Milani") nel quale si dava la notizia che alcuni politici e intellettuali fiorentini, insieme al senatore Ferruccio Parri, avevano diffuso un documento nel quale esprimevano la loro ammirazione per quanto scritto da don Milani nella sua risposta ai cappellani militari, ritenendo che essa desse voce a "un altissimo senso dei valori spirituali, umani e politici" e fosse "lo specchio di un'anima e di una azione volta sempre con grande sacrificio personale all'educazione dei giovani".
Un secondo articolo, intitolato La violenza pacifica di don Milani, fu pubblicato da L'Espresso il 18 aprile 1965. Esso si presentava come una lettera di risposta di Enzo Forcella, giornalista de Il Giorno, all'articolo Il prete amaro di Barbiana di Carlo Falconi, apparso sulla stessa rivista un paio di settimane prima. Argomentando in base alla sua conoscenza degli scritti di don Milani - in particolare la lettera ai cappellani militari - Forcella dichiarò di disapprovare "il tono di scandalo, di riprovazione e d'ironica sufficienza che ispira[va] tutto lo scritto" di Falconi e che quella che poteva apparire "violenza", in verità era solo "la carica di passione con cui don Milani denuncia[va] le ipocrisie, i conformismi, le innumerevoli pratiche autoritarie della nostra società religiosa e civile". Una presa di posizione, quindi, del tutto favorevole a don Milani, il quale, scrivendo proprio a Forcella, si complimentò con lui definendolo una persona libera che era stata in grado di "difendersi dalla suggestione di interviste bugiarde".

### La reazione della Curia fiorentina
Le reazioni contrarie che più ferirono don Milani furono quelle che gli vennero dal suo vescovo, mons. Florit.
Nel suo diario personale, il 6 marzo, commentando il fatto della pubblicazione su Rinascita della lettera ai cappellani militari, il Cardinale Arcivescovo Florit "annotò: «giornata triste»", giudicando "la lettera milaniana offensiva soprattutto «verso la nazione italiana». Quello che emerge dal diario di Florit rivela le ragioni del muro di diffidenza e di sospetti che la Curia fiorentina innalzò nei confronti del priore di Barbiana. Per il suo vescovo infatti don Milani era un prete «comunistoide», sensibile agli interessi e alle logiche politiche della «stampa periodica comunista». Stampa utilizzata per acquisire visibilità pubblica. A ben vedere si trattava della stessa accusa rivolta a don Milani della destra di essere un «prete rosso»".
"L'8 marzo Florit prese carta e penna e scrisse due lettere. Una al presidente dei Cappellani Militari don Alberto Cambi per chiedergli di non proseguire la polemica con il priore di Barbiana. L'altra a don Milani. Una missiva durissima che si concludeva con la minaccia della sospensione a divinis". In questa lettera, infatti, Florit scrisse: "I suoi [di don Milani, ndr] interventi che sanno di classismo sono immediatamente strumentalizzati e distorti, a prescindere dalle sue intenzioni, dalla stampa comunista. Pertanto la invito a sottopormi, a partire da questo momento in ogni caso, ogni eventuale suo scritto, prima di dargli pubblicità in qualsiasi modo. Consideri la presente come una precisa prescrizione. Qualora ella avesse a contravvenirvi, sappia che mi riservo, occorrendo, di sospenderla a divinis e di pubblicare il provvedimento".
Successivamente il veto posto da Florit sugli scritti di don Milani si estese anche ai suoi interventi pubblici. "Infatti, poco prima di un attesissimo dibattito sull'obiezione di coscienza organizzato per il 31 marzo dal comune di Vicchio, la curia fiorentina [proibì] per mezzo del vicario mons. Bianchi a tutti i preti della diocesi di prendervi parte, impedendo di fatto a don Milani di presentare le proprie ragioni e difendersi pubblicamente dalle accuse". Di questa proibizione don Milani si lamentò col suo padre spirituale don Raffaele Bensi in una lettera del 4 aprile che fa ben capire lo stato d'animo in cui si trovava a causa della chiusura del vescovo nei suoi confronti. Parlando della riunione di Vicchio, scrive: 
 Dopo queste iniziative tutto sommato private, ovvero rivolte verso il solo don Milani, l'arcivescovo di Firenze decise che era necessaria anche una dichiarazione pubblica e quindi, il 13 aprile del 1965, rese nota una sua lettera al clero fiorentino sulla obiezione di coscienza. In essa, pur riconoscendo libertà di dibattito tra i cattolici su un tema - come quello dell'obiezione di coscienza - sul quale non esisteva un pronunciamento ufficiale della Chiesa, osservò che 
 Ma "l'affondo più serio, pur non nominandolo", fu contro don Milani: "si debbono [...] evitare gli estremismi che provengono da visione non equilibrata e talora interessata della realtà, e rischiano di offendere la memoria di coloro che per un ideale, qualunque esso sia, hanno sacrificato la vita. In particolare è da deplorare che a queste forme di demagogia e di classismo prestino troppo facilmente la loro voce sacerdoti anche della nostra Arcidiocesi. [...] è fin troppo facile rilevare come le affermazioni incontrollate e gli estremismi verbali di certe lettere aperte, dei comunicati non meditati, delle interviste inconsulte siano immediatamente strumentalizzate dagli organi di stampa di destra e di sinistra alla ricerca del sensazionale e al servizio di fini non retti e non limpidi".

### La denuncia e la strategia difensiva di don Milani
Della denuncia (un esposto alla Procura della Repubblica di Firenze a firma di sei ex combattenti, invalidi e profughi di guerra datato 17 marzo 1965) che diede origine al procedimento penale in cui don Milani fu coinvolto per la sua presa di posizione contro il comunicato dei cappellani militari toscani dell'11 febbraio fa già menzione un articolo de La Nazione di Firenze dello stesso 17 marzo. Nell'esposto, dopo aver riportato integralmente il testo del comunicato dei cappellani e alcuni stralci della lettera di risposta di don Milani (scegliendo fra le espressioni a loro dire "più caustiche, più dure, più crudamente offensive"), i denuncianti citarono l'ordine del giorno votato all'unanimità il precedente 10 marzo 1965 dal Comitato d'Intesa delle Associazioni d'Arma di Firenze nel quale si diceva: "Esprime ai cappellani militari della Toscana la propria profonda gratitudine per l’ordine del giorno da loro votato lo scorso 11 febbraio, e che riassume nobilmente i principi più alti di fedeltà all’eterno amore di Patria e di giusta condanna agli obiettori di coscienza che rivelano la loro congenita viltà; lamenta gli spregevoli attacchi mossi ai cappellani stessi da un sacerdote attraverso una certa stampa; ravvisa in tale proditorio attacco gli estremi inconfutabili dell’incitamento alla diserzione, di vilipendio alle FF. AA., e richiama su tali autentici reati la doverosa attenzione della competente Autorità Giudiziaria". In effetti, per gli estensori della denuncia, don Milani - con la sua lettera ai cappellani militari - e Luca Pavolini, vicedirettore responsabile della rivista che per prima la pubblicò integralmente, vollero solamente "gettare manate di fango su quella che e stata la passione, la volontà, il sacrificio di un popolo che voleva da schiavo risorgere ad unità", e, contestualmente, "ingiuriare l’Esercito Italiano, che di tale storia e stato il meraviglioso protagonista".
La denuncia mise in moto la macchina giudiziaria: il 20 marzo il procuratore aggiunto di Firenze, Tommaso Masini, inviò gli atti relativi alla denuncia "al procuratore di Roma, competente territorialmente dal momento che la rivista Rinascita aveva lì sede". Nei giorni successivi lo stesso Masini inviò alla procura romana, per unione agli atti già trasmessi, una segnalazione scritta riguardante alcuni articoli di stampa pubblicati da giornali e riviste di destra, ostili a don Milani (tra cui la famigerata pseudointervista pubblicata da Lo Specchio) e un'adesione alla prima denuncia riportante 75 firme, tra le quali quelle di molti graduati dell'esercito.
Già da aprile, ancora prima di ricevere una citazione ufficiale in giudizio, don Milani iniziò a pensare alla sua difesa nel processo. In un primo momento, su suggerimento di due suoi amici (il magistrato Gian Paolo Meucci e il procuratore Giancarlo Melli), si rivolse al professor Arturo Carlo Jemolo. Questi, però, dichiarandosi "ignorantissimo di procedura penale" declinò l'invito a fargli da avvocato difensore. Il 24 luglio 1965 don Milani ricevette la comunicazione ufficiale dal tribunale che lo convocava in giudizio (coimputato insieme a Luca Pavolini) per il successivo 30 ottobre. I capi d'imputazione erano relativi ai reati di istigazione a delinquere e di istigazione di militari a disobbedire alle leggi. Sfumata l'ipotesi di affidare la difesa a Jemolo, cominciò in don Milani a maturare l'idea di scrivere lui stesso una memoria difensiva. Essa avrebbe parlato per lui - impossibilitato a muoversi per l'aggravarsi del cancro di cui soffriva - consentendogli sia di esprimere al tribunale le sue idee, sia, facendola depositare agli atti, di renderle pubbliche aggirando la proibizione di pubblicare che l'arcivescovo Florit gli aveva imposto con la sua lettera dell'8 marzo. Contemporaneamente, in don Milani incominciò a prendere forma un'altra idea: quella di servirsi dell'avvocato difensore solo per due compiti: quello di aiutarlo a capire come scrivere la sua autodifesa in modo da farla accogliere integralmente dai giudici - evitando cioè l'inserimento di passaggi giudicabili dalla Corte come non pertinenti - e quello di presentarla al tribunale. In altre parole, don Milani avrebbe voluto che l'avvocato non prendesse in alcun modo la parola durante il processo, ma che si limitasse semplicemente a presentare la sua autodifesa scritta. Questa sua idea sul ruolo dell'avvocato difensore venne espressa da don Milani all'avvocato Adolfo Gatti, nominato dal tribunale suo difensore d'ufficio ai primi di settembre, in maniera molto esplicita: "mi è impossibile pensare che un avvocato parli a nome mio o aggiunga una sola parola a quelle che avrò giudicate necessarie e sufficienti per la mia lettera al Tribunale. Se lei vorrà essere così gentile da conservare (anche dopo questa mia precisazione) l'incarico che le hanno dato solo per adempiere alla necessità procedurale, mi farà un grande piacere". All'epoca l'avvocato Gatti aveva 46 anni ed era già un avvocato molto noto e di grande successo e impegnato a battersi, "nel foro e negli ambienti politici, per le conquiste civili", tra cui quella del diritto all'obiezione di coscienza. Anche per questo, per il fatto cioè che Gatti era l'emblema del professionista borghese, don Milani era molto prevenuto nei suoi riguardi e riteneva di non potersi fidare di lui. Tale diffidenza, però, e anche la sua pregiudiziale sul silenzio dell'avvocato difensore davanti ai giudici vennero meno completamente il 16 ottobre. In quella giornata, infatti, l'avvocato Gatti salì a Barbiana per concordare con don Milani la linea difensiva e si rifiutò recisamente di sottostare alla consegna del silenzio: "tenni duro e spiegai a lui e ai ragazzi che il patrocinio penale è un impegno serio e che io intendevo svolgerlo fino in fondo: le sue idee sull'obiezione erano, oltretutto, esattamente le mie. Infine arrivammo ad una intesa: Milani avrebbe scritto la lettera ai giudici affinché sul suo pensiero non sorgessero dubbi; io avrei svolto la mia opera con tutta libertà affinché la difesa fosse piena ed efficace". In questo modo Gatti conquistò la stima di don Milani, il quale subito scrisse alla madre che l'avvocato gli era "piaciuto molto".
Al di là comunque di questa vicenda sulla scelta e il ruolo dell'avvocato, la preoccupazione principale di don Milani fu quella di trovare il modo di utilizzare la circostanza del processo per trasformarla in un'occasione buona per fare scuola coi suoi ragazzi. Ecco allora che già dalla fine di agosto don Milani iniziò a lavorare con loro alla scrittura della sua autodifesa, la lettera ai giudici. Affinché diventasse uno scritto il più documentato possibile, don Milani si mosse durante il mese di settembre per ottenere consulenze di vario tipo da esperti come ad esempio lo storico Carlo Francovich, i giuristi Paolo Barile e Giorgio Peyrot, lo scienziato Max Born (ad esempio su quando la Chiesa cattolica iniziò a "chiedere per i sacerdoti la dispensa dalla coercizione militare", o sul peso del diritto internazionale nelle questioni di giudizio di legittimità degli ordini militari, o sulla giurisprudenza riguardante le sentenze di condanna degli obiettori di coscienza, o sulle previsioni di mortalità fra civili in caso di una guerra atomica). Il processo di scrittura della lettera, inoltre, fu improntato ad ottenere un testo il più ragionato, persuasivo e chiaro possibile: in effetti la lettera venne pensata come uno scritto rivolto non tanto ai giudici in senso stretto quanto all'opinione pubblica italiana in generale. Per ottenere questo risultato, don Milani lavorò a lungo coi suoi ragazzi - per circa un mese e mezzo - a limare e perfezionare la struttura e la qualità dell'espressione del testo, chiedendo pareri su questi aspetti formali e stilistici anche ad amici e conoscenti. Qui si vede bene la strategia didattica che don Milani prediligeva per insegnare l'italiano ai suoi ragazzi:  avere un problema vero da affrontare, avere qualcosa di importante da dire, avere un destinatario reale, cercare insieme fino allo spasimo l'espressione più concisa ed adeguata per farsi capire e convincere.
Concluso questo lungo e complesso lavoro di redazione, la lettera ai giudici fu completata con le ultime osservazioni dell'avvocato Gatti il 16 ottobre e perfezionata in modo definitivo due giorni dopo, il 18.

## Lalettera ai giudici
La lettera ai giudici è un testo molto più lungo della precedente lettera ai cappellani militari (circa 38.000 battute, due volte e mezza il testo precedente) e qui don Milani prese posizione contro l'accusa principale che gli era stata mossa nella denuncia: quella di apologia di reato.
La lettera è suddivisibile in tre parti. La prima è introduttiva, la seconda è scritta da don Milani in quanto maestro, la terza è scritta nella sua veste di sacerdote.
Nelle righe introduttive, il priore di Barbiana soprattutto prese le distanze da Rinascita, il cui vicedirettore, Luca Pavolini, risultava coimputato con lui nel processo: la posizione culturale e politica del Partito Comunista Italiano non aveva niente da spartire con la sua. Tanto meno su argomenti come la libertà di coscienza e la nonviolenza.
La seconda parte del testo è la più ampia e di gran lunga la più importante. Qui don Milani volle andare al cuore della questione dibattuta nel processo. In effetti, essere accusato di apologia di reato significava, in fin dei conti, essere giudicato un cattivo maestro; e quella di maestro era la stessa missione di vita che don Milani aveva fatto propria. Quindi, per difendersi dall'accusa occorreva chiarire che cosa significasse "scuola buona". Per fare questo don Milani mise al centro del suo ragionamento il concetto di responsabilità. All'inizio e alla fine di questa seconda parte della lettera, infatti, come a disegnare una cornice, stanno due affermazioni pressoché identiche: il maestro deve insegnare "come ognuno deve sentirsi responsabile di tutto" e deve "avere il coraggio di dire ai giovani [...] che bisogna che si sentano ognuno l'unico responsabile di tutto". Questa insistenza sul concetto di responsabilità fu messa in connessione da don Milani con le esigenze dei tempi nuovi inaugurati dalla Costituzione repubblicana e, più in generale, dalle istanze democratiche di partecipazione politica che percorrevano, in quegli anni, tutto il mondo occidentale. Si trattava infatti per lui di abbandonare la mentalità del me ne frego fascista e fare propria invece la mentalità dell'I care, quella, cioè, di chi non si fa sedurre dal conformismo affollando "gli stadi, i bar, le piste da ballo, [e seguendo] le mode" ma, al contrario si interessa di politica facendosi "appassionatamente attento al presente e al futuro" e dà valore al suo essere cittadino sovrano. La scuola "buona", quindi, nel ragionamento di don Milani, è quella che insegna ai giovani a farsi carico dei mali e delle ingiustizie del mondo: chi è cittadino non può non reagire all'ingiustizia delegando ad altri il peso della responsabilità. Per questo la scuola buona insegna che è finito il tempo del rispetto incondizionato e dell'obbedienza cieca e assoluta alle autorità (politiche, religiose, ecc.) e che non si può più pensare "che l'unico modo di amare la legge è d'obbedirla", scaricando sugli uomini di potere la responsabilità dei cambiamenti migliorativi che eventualmente si rendono necessari. Ecco allora la distinzione-chiave su cui si regge tutta l'argomentazione difensiva di don Milani: la scuola buona non è quella che insegna solo il senso della legalità, ovvero l'ossequio alle leggi vigenti, ma quella che in più insegna anche il senso politico, ovvero la capacità di criticare le leggi in vigore per poter avviare dei processi di miglioramento: 
Ora - e questo è un secondo punto fondamentale nel ragionamento di don Milani - la scuola che educa i giovani al senso politico non è una scuola d'anarchia. Chi critica le leggi esistenti in nome di un valore più alto di giustizia e per questo si fa obiettore di coscienza (non semplicemente al servizio militare, ma in generale a qualsiasi ordinamento e ordine ingiusto e disumano), esponendosi anche alle conseguenze penali del suo gesto, non è uno che disprezza le leggi: al contrario, è uno "che ama la legge più degli altri" perché la vuole più giusta.
Sulla base di queste premesse generali, la seconda parte dello scritto prosegue affrontando il tema specifico dell'obbedienza militare. Don Milani fece notare che chi aveva biasimato la sua lettera ai cappellani militari lo aveva fatto a partire da una concezione autoritaria e obsoleta dell'obbedienza militare: erano "i cultori dell'obbedienza cieca". Questo convincimento antistorico, che non teneva conto delle conquiste giuridiche apportate dai grandi processi contro i criminali nazisti a Norimberga e a Gerusalemme, non doveva più essere tollerato da un tribunale democratico: "Condannare la nostra lettera equivale a dire ai giovani soldati italiani che essi non devono avere una coscienza, che devono obbedire come automi, che i loro delitti li pagherà chi li avrà comandati".
Deve essere notato che il discorso di don Milani non è una difesa specifica dell'obiezione di coscienza al servizio militare. Certo, l'occasione da cui prese le mosse l'intera riflessione milaniana e l'intera vicenda giudiziaria che lo coinvolse era la presenza nelle carceri militari degli obiettori di coscienza. E tuttavia don Milani volle solo difendere gli obiettori in quanto persone ingiustamente disprezzate e condannate e non tanto l'obiezione di coscienza come ideale pacifista. Questo punto è sottolineato chiaramente da don Milani stesso in una sua lettera a Michele Gesualdi: "Le lodi agli obiettori nella mia lettera sono del tutto casuali perché la mia tesi fondamentale è proprio la obiezione a singoli atti cattivi. Ora diciamoci chiaramente che marciare, fare il saluto, vestirsi con stellette o senza, dire signorsì, infilare sacchetti di sabbia con la baionetta, sono cose ridicole, ma non assolutamente cattive. O almeno non così cattive da valer la pena di andare in prigione per non farle. Ti prego di leggere accuratamente il testo della mia lettera incriminata e di quella al tribunale e convincerti che cose del genere ci stonerebbero. Di fronte alla chiarezza universale della frase «il cristiano deve rifiutarsi di incendiare un villaggio con donne e bambini» stonerebbe la frase «il cristiano deve rifiutarsi di mettersi sull'attenti»".
Nella terza parte della lettera, quella conclusiva, don Milani affrontò la questione dal punto di vista del suo ruolo sacerdotale. Qui don Milani volle dimostrare che la sua lettera ai cappellani militari diceva "cose elementari di dottrina cristiana che tutti i preti insegnano da 2000 anni" e che quindi il suo non era stato un intervento da rivoluzionario, ma addirittura da "cattolico conservatore". È infatti un "antico comandamento della Chiesa", notò don Milani, quello di "obbedire a Dio piuttosto che agli uomini": "la dottrina del primato della coscienza sulla legge dello Stato" o, detto altrimenti, la "dottrina del primato della legge di Dio sulla legge degli uomini", infatti, è antica quanto il cristianesimo. Applicata alla situazione del mondo moderno, questa antica norma cristiana per don Milani significava rifiuto totale della guerra. La guerra moderna - osservò don Milani - non sarebbe stata che una guerra nucleare di totale distruzione della vita sulla terra e quindi rifiutarsi di obbedire al comando che avrebbe scatenato una guerra del genere sarebbe stato semplicemente doveroso per un cristiano.

## L'iter processuale
La prima udienza del processo ebbe luogo, come si è detto, il 30 ottobre 1965 presso la IV sezione del tribunale di Roma, presidente il giudice Semeraro e pubblico ministero Pasquale Pedote. All'udienza fu presente, essendo don Milani assente per malattia, solo il coimputato Luca Pavolini il quale, tramite i suoi due avvocati Giuseppe Berlingeri e Paolo Roscioni che chiesero i termini a difesa (ossia un differimento del processo allo scopo di consentire alla difesa un più approfondito esame degli atti), riuscì a far rinviare il processo al 14 dicembre 1965.
Nell'udienza del 14 dicembre, ancora assente per malattia don Milani, l'avvocato Gatti avanzò alcune richieste ai giudici (ad esempio quella che fossero acquisiti agli atti il documento conclusivo del Concilio Vaticano II relativo all'obiezione di coscienza al servizio militare e le numerose attestazioni di solidarietà inviate a don Milani da parlamentari e docenti universitari) nell'intento di orientare la discussione intorno alla messa a fuoco dell'ambiente socioculturale generale nel quale si era sviluppato il movimento a favore dell'obiezione di coscienza. Il pubblico ministero si oppose alla tesi di Gatti, argomentando che il tribunale doveva limitarsi soltanto a stabilire se don Milani, nell'esercizio della propria libertà di espressione, aveva o no superato i limiti fissati dalla legge. In effetti i giudici, dando implicitamente ragione al pubblico ministero Pedote, respinsero le richieste di Gatti (unica eccezione: l'acquisizione agli atti dell'autodifesa scritta di don Milani). Esaurita in questo modo l'istruttoria dibattimentale, il processo venne rinviato al 15 febbraio 1966.
Nell’udienza del 15 Febbraio si arrivò finalmente alla sentenza di primo grado. L'aula era affollata di giornalisti perché, in effetti, si trattava di un processo molto atteso dall'opinione pubblica italiana: "un processo storico. Un prete alla sbarra per aver difeso il diritto all'obiezione di coscienza al servizio militare per il quale alcuni giovani erano stati sbattuti in galera. Indifesi. Lo Stato contro. La Chiesa né di qua né di là. Indifferenza a sinistra. Ostile la destra". Il dibattimento per arrivare alla sentenza finale fu tenacemente combattuto. Il primo ad intervenire fu il Pubblico Ministero Pasquale Pedote, il quale, criticando la lettera di autodifesa di don Milani, dichiarò che in realtà il processo non era incentrato sull'obbedienza o la disobbedienza, ma piuttosto sul problema dell'osservanza delle leggi vigenti, leggi che don Milani aveva violato realizzando una vera e propria apologia di reato e quindi andando oltre i limiti del pur sacrosanto diritto di critica. La requisitoria si concluse con la richiesta di una condanna a 8 mesi di reclusione per don Milani e 8 a mesi e 15 giorni per il giornalista Luca Pavolini. La parola passò poi all'avvocato Adolfo Gatti per l'arringa di difesa di don Milani. Gatti pose la questione in questi termini: 
Conclusa l'arringa con cui Gatti chiese la completa assoluzione, ci furono gli interventi degli avvocati Roscioni e Berlingeri a difesa di Pavolini. La discussione finì alle 14.00 e i giudici si ritirarono in camera di consiglio per decidere la sentenza finale che fu a favore dei due imputati. Ottennero, infatti, l'assoluzione con formula piena, "perché il fatto non costituisce reato". Fu una sentenza importante. In sede storica si può dire che essa "ebbe il merito [...] di fare da apripista al riconoscimento giuridico dell'obiezione di coscienza. [...] La giustizia assolse ad una funzione di stimolo nei confronti della politica, sollecitandola ad aprirsi alla novità dei tempi".
 Ma la vicenda giudiziaria milaniana non si chiuse così. Il giorno successivo alla sentenza, il 16 febbraio 1966, il Pubblico Ministero Pasquale Pedote presentò ricorso, in Corte d'Appello, ottenendo così "il 6 marzo la citazione degli imputati e depositando il 19 aprile 1966 le motivazioni d'appello". Pedote contestò come errore al tribunale di primo grado proprio ciò che i giudici avevano posto al centro della loro valutazione: "l'avere ritenuto e affermato più volte che il Milani, per confutare l'opinione dei cappellani militari della Toscana [...] aveva elogiato soltanto l'obiezione di coscienza come idea e gli obiettori come generici portatori di tale idea ma non aveva esaltato anche il reato". Per Pedote, invece, don Milani aveva compiuto una vera e propria apologia di reato.
La prima udienza del processo di appello fu celebrata presso la Corte d'appello di Roma il 9 dicembre 1966. Il nuovo processo fu tuttavia in quella occasione sospeso - causa assenza per concomitanti impegni presso la corte d'Assise di Latina dei difensori di Luca Pavolini - e rinviato alla data del 15 febbraio 1967. In tale occasione, don Milani, gravemente malato, non poté essere presente e quindi l'udienza fu aggiornata prima al 21 giugno 1967 (pochi giorni prima della morte di don Milani, avvenuta il 26 giugno) e poi - vista la perdurante impossibilità di don Milani a presenziare, al 28 ottobre 1967. In questa udienza fu pronunciata la sentenza d'appello: "il pubblico ministero chiese per don Milani una condanna a 4 anni di reclusione, ma la Corte [...] dichiarò di non doversi procedere nei [suoi] confronti perché il reato era estinto per morte del reo". Non quindi una seconda assoluzione, ma una condanna, non applicata solamente perché don Milani era ormai già morto da tempo.

## La diffusione e la ricezione del testo
La lettera ai giudici, come si è detto, fu chiusa da don Milani nella versione definitiva il 18 ottobre e il 20 ottobre ne spedì una copia ufficiale per l'avvocato Gatti che il 28 la depositò alla cancelleria del tribunale. Essa, in questo modo, essendo cioè agli atti del processo, divenne di pubblico dominio e a partire dal 30 ottobre 1965, giorno della prima udienza, iniziò a circolare sui giornali che preventivamente Don Milani aveva contattato perché le dessero la più ampia risonanza possibile. Il priore infatti si diede molto da fare in questa occasione per ottenere la simpatia della stampa. Voleva evitare che si ripetesse quella fredda e parziale accoglienza del suo testo, soprattutto da parte del mondo cattolico e delle gerarchie ecclesiastiche, che tanta risonanza e giudizi negativi aveva provocato nel marzo precedente quando aveva fatto circolare la sua lettera ai cappellani militari. Tutto questo è chiarito da don Milani stesso in un testo del dicembre 1965: "abbiamo fatto in modo che i giornali comunisti non esagerassero nella simpatia, che i giornali laicisti Espresso e il Mondo mostrassero una simpatia condizionata [...]. Poi, che i giornali cattolici mostrassero una simpatia dichiarata, che i giornali cosiddetti indipendenti avessero rispetto alla persona. Dopo aver orchestrato tutto questo, un enorme pubblico in Italia, e mi risulta dalle lettere che m'arrivano, ha avuto l'occasione di leggere un documento ancora più serio, più pensato dell'altra volta, senza prevenzioni, né del foglio su cui lo leggeva, né della persona che, questa volta, è stata presentata come un galantuomo, sano, tranquillo, anzi profeta e tutto quello che si può dire di bene".
I risultati dell'orchestrazione ordita da don Milani furono notevolissimi. Il testo della lettera ai giudici fu subito pubblicato integralmente da tre quotidiani e da tre riviste e numerosi quotidiani ne riportarono ampi e significativi stralci accompagnati generalmente da commenti equilibrati e non preconcetti. Lo stesso don Milani fu pienamente soddisfatto dei riscontri sulla carta stampata. Scrivendo alla mamma il 1º novembre, commentò: "Per ora meglio di così non poteva andare. Nazione Sera aveva il testo completo accuratissimamente stampato. L'articolo di Cartoni sulla Nazione è bellissimo. L'Avvenire magnifico sia sabato che domenica. L'Avanti bene. La Stampa bene. Il Resto del Carlino = alla Nazione. Un po' cattivo solo l'Italia di Milano e il Messaggero. Paese Sera stupidamente mal'informato, ma niente di male. L'Unità molto bene". Solo certa stampa di destra fece eccezione: sul quotidiano napoletano Roma, ad esempio, furono pubblicate alcune lettere insultanti molto ostili a don Milani; il 7 novembre 1965 per esempio si poteva leggere una lettera a firma di un tale Antonio Pugliese di questo tenore: "Pazzo, dunque, ed ignorante il nostro don Milani. Ed anche mascalzone. [...] Egli è da togliere dalla circolazione. Con la galera o con l'ostracismo, non importa. E se occorre con un fracco di legnate. [...] Al verme che tenta di mangiare la mela non si possono tenere discorsi: bisogna prenderlo e gettarlo via, lontano il più possibile. [...] Fuori dai piedi, dunque, questi don Milani che scavano nell'animo dei nostri figli e li avvelenano". Ma si trattò di casi isolati. Molto più consistenti le reazioni positive, anche in forma privata. Lo stesso don Milani il 10 dicembre scrisse all'amico giornalista Cartoni: "ultimamente Barbiana è stata inondata di lettere di solidarietà, numerosissime quelle di sacerdoti, due quelle di Vescovi italiani, numerosissime quelle di associazioni cattoliche, ACLI, sezioni DC".
La lettera ai giudici, oltre che sui quotidiani, fu pubblicata immediatamente anche in edizioni a stampa. Ne furono fatte in Italia (oltre a moltissime "edizioni minori [...] di amministrazioni comunali, di singoli pacifisti, dei valdesi ecc.") ben quattro distinte edizioni, che pubblicarono la lettera ai giudici insieme a quella ai cappellani militari del febbraio precedente.
Una prima edizione fu quella intitolata I care a cura della Libreria Internazionale Paesi Nuovi di Roma. L'animatrice di questa libreria editrice romana era Marcella Glisenti, cattolica progressista e moglie di quel Giuseppe Glisenti che, negli anni Cinquanta, aveva collaborato con Giorgio La Pira dirigendo la rivista Cronache Sociali. Parlando di questa edizione, don Milani la descrisse "gialla, poverissima [...] ha pochi errori di stampa, nessuna pretesa e mi ha fatto molto piacere").
Una seconda edizione fu quella pubblicata, all'insaputa di don Milani, dalla casa editrice La Locusta di Vicenza e intitolata Obiezione di coscienza. Il frontespizio riportava come autore Don Lorenzo Milani stesso e questo dispiacque molto a don Milani perché, presentata così, appariva come una sua iniziativa e come tale avrebbe richiesto l'imprimatur dell'Arcivescovo Florit. Appena venuto a conoscenza di questa edizione, quindi, don Milani scrisse subito - era l'8 dicembre 1965 - all'editore, Rienzo Colla, lamentandosi di non essere stato interpellato e chiedendo il ritiro delle copie messe in commercio. Copia della lettera di diffida a Colla fu inviata da don Milani anche all'Arcivescovo Florit, a dimostrazione che l'edizione era stata fatta a sua insaputa e che quindi non era stato violato il divieto di non pubblicare che Florit stesso aveva intimato a don Milani l'8 marzo precedente. L'editore vicentino, però, continuò a venderla ugualmente.
Contemporaneamente, uscirono in successione due fascicoli delle edizioni Cultura di Firenze. Il primo, "senza copertina e con rilegatura a nastro adesivo con il titolo Documenti del processo contro don Lorenzo Milani spiacerà molto a Milani" perché, pur essendo esteticamente accurato, conteneva molti errori tipografici ed era mancante di intere frasi. Il secondo fascicolo, "rilegato in cartoncino, [cercava di rimediare agli errori] e metterà in copertina il titolo, in rosso, Il dovere di non obbedire". Comunque, la cosa interessante di questa edizione è che contiene una breve prefazione scritta da don Milani stesso che inquadra e chiarisce il senso profondo degli intenti milaniani nel suo impegno polemico sul tema dell'obiezione di coscienza. Si tratta quindi di una sorta di "interpretazione autentica" della lettera ai cappellani militari e della lettera ai giudici:
Insomma: con le sue due lettere don Milani intese soprattutto denunciare l'aberrazione di una vita ecclesiale e sociale che lui vedeva caratterizzata da una falsa idea dell'obbedienza, per cui clero e laici rinunciavano ad assumersi le proprie responsabilità, accettando invece pigramente la sopraffazione da parte delle autorità gerarchiche.
Infine, anche la Libreria Editrice Fiorentina pubblicò nell'autunno le due lettere ai cappellani militari e ai giudici, "inserendo anche il testo della sentenza con l'intestazione Documenti del processo di don Milani e con il titolo L'obbedienza non è più una virtù": sarà l'edizione più nota, continuamente riedita, quella che fisserà nei decenni successivi l'espressione identificativa con cui tuttora ci si riferisce alla vicenda che vide impegnato don Milani nel 1965 nella sua presa di posizione sull'obiezione di coscienza in Italia. Nel 2011, in occasione del 150º anniversario dell'unità d'Italia, la Libreria Editrice Fiorentina ne fece uscire un'edizione speciale, con la postfazione di don Sandro Lagomarsini.
Nel corso dei decenni successivi, seguirono altre edizioni. A metà degli anni Novanta uscì l'edizione, intitolata L'obbedienza non è più una virtù, a cura del giornalista viterbese Carlo Galeotti per i tipi di Nuovi Equilibri/Stampa Alternativa di Viterbo. Si tratta di un'edizione che si distingue per il fatto di far parte di una collana - Millelire - supereconomica, pensata quindi per essere acquistabile anche dai giovani con scarso potere d'acquisto.
Nel 2005 Mario Lancisi, giornalista e autore di varie pubblicazioni su don Lorenzo Milani, curò per le Edizioni Piemme un libro intitolato No alla guerra! "L'obbedienza non è più una virtù" di don Lorenzo Milani e il movimento per la pace e la non violenza. Si trattò di un'edizione dei testi milaniani accompagnati da testimonianze di vari intellettuali e attivisti nonviolenti italiani: Massimo Cacciari, Franco Cardini, Gian Carlo Caselli, don Luigi Ciotti, Gad Lerner, padre Tonio Dell'Olio, Adriano Sofri, Gino Strada e padre Alex Zanotelli.
Nel 2011 l'editrice Chiarelettere pubblicò gli scritti milaniani con un'introduzione di Roberta De Monticelli e con un titolo apocrifo: A che serve avere le mani pulite se si tengono in tasca?. Questa frase è di don Primo Mazzolari ed erroneamente nella nota introduttiva al libro venne attribuita a don Milani. La stessa editrice Chiarelettere, nella successiva edizione del libro, nel 2020, modificò il titolo ritornando a utilizzare il classico L'obbedienza non è più una virtù.
Nel 2017, in occasione del cinquantenario della morte di don Milani, lo storico della Chiesa Sergio Tanzarella curò due edizioni degli scritti milaniani: una per la casa editrice trapanese Il pozzo di Giacobbe (intitolata Lettera ai cappellani militari Lettera ai giudici) e un'altra per l'edizione I Meridiani Arnoldo Mondadori Editore dell'opera omnia di don Milani. In entrambi i casi Tanzarella accompagnò l'edizione delle due lettere milaniane con un apparato di note e con un saggio di contestualizzazione storica, utili a ricostruire criticamente l'ambiente culturale e sociale in cui quei testi furono scritti.
Nel 2020, infine, Mario Lancisi nuovamente ripropose i due testi milaniani in un libriccino pubblicato dalle edizioni Polistampa di Firenze che alterna brani originali delle lettere milaniane (in un'edizione comunque integrale) con brani di commento e di attualizzazione dei temi sollevati da don Milani più di cinquant'anni prima.

### Edizioni
- Il dovere di non obbedire. Documenti del processo contro don Lorenzo Milani, Firenze, cultura editrice, 1965.
- Don Lorenzo Milani, Obiezione di coscienza, Vicenza, La Locusta, 1965.
- I care, Roma, Libreria Internazionale Paesi Nuovi, 1965.
- L'obbedienza non è più una virtù. Documenti del processo di don Milani, Firenze, Libreria Editrice Fiorentina, 1965-66.
- Don Lorenzo Milani, L'obbedienza non è più una virtù, a cura di C. Galeotti, Viterbo, Nuovi Equilibri/Stampa Alternativa, 1994.
- Mario Lancisi, No alla guerra! "L'obbedienza non è più una virtù" di don Lorenzo Milani e il movimento per la pace e la non violenza, a cura di M. Lancisi, Casale Monferrato, Edizioni Piemme, 2005.
- Don Lorenzo Milani, A che serve avere le mani pulite se si tengono in tasca, Milano, Chiarelettere, 2011.
- Don Lorenzo Milani, Tutte le opere, 2 Voll., Milano, Arnoldo Mondadori Editore, 2017.
- Lorenzo Milani, Lettera ai capellani militari Lettera ai giudici, a cura di S. Tanzarella, Trapani, Il pozzo di Giacobbe, 2017.
- Don Lorenzo Milani, L'obbedienza non è più una virtù, Milano, Chiarelettere, 2020.
- Mario Lancisi, La mia patria sono i poveri. "L'obbedienza non è più una virtù" di don Lorenzo Milani, Firenze, Edizioni Polistampa, 2020.

### Critica
- Sergio Albesano, Storia dell'obiezione di coscienza in Italia, Treviso, Santi Quaranta, 1993.
- Bruna Bocchini Camaioni, Il dibattito sull'obiezione di coscienza: il laboratorio fiorentino 1961-1966, in: La spada e la croce, a cura di G. Rochat, Bollettino della società di studi valdesi, 112, 176, 1995.
- Giovanna Corrias Lucente (cur.), Scritti dell'avvocato Adolfo Gatti. Raccolta, Ariccia (RM), Aracne, 2016.
- Maurizio Di Giacomo, Don Milani tra solitudine e Vangelo 1923-1967, Roma, Borla, 2001.
- Neera Fallaci, Vita del prete Lorenzo Milani. Dalla parte dell'ultimo, Milano, Rizzoli, 19942 (ed. orig. col titolo Dalla parte dell'ultimo. Vita del prete Lorenzo Milani, Milano, Milano Libri Edizioni, 1974).
- Francuccio Gesualdi - José L. Corzo Toral, Don Milani nella scrittura collettiva, Torino, Edizioni Gruppo Abele, 2002.
- Mario Lancisi, Don Milani. La vita, Casale Monferrato, Piemme, 2007.